# Maja e Papingut

Maja e Papingut es un pico de la cordillera de Nemërçkë ubicada en el sur de Albania, cerca del río Viosa. Maja e Papingut es el punto más alto de Nemerçkë y el pico más alto no compartido en el sur de Albania con 2.482 m de     alto. Desde la cima rocosa hay una maravillosa vista de otras montañas albanesas como Tomorr y Gramos. 